# Jinzhou
Jinzhou (en chino, 锦州; pinyin, Jǐnzhōu) es una ciudad-prefectura situada en la provincia de Liaoning, China. Es una ciudad de importancia estratégica desde el punto de vista geográfico por su situación en el llamado "corredor de Liaoxi" (辽西走廊), que conecta el transporte terrestre entre el norte y el noreste del país.
Jinzhou es el puerto marítimo más septentrional de China, e importante centro económico costero del Liaoning occidental, en la costa noroccidental del mar de Bohai. Su área es de 10 039 km² y su población total para 2010 superó los 3,1 millones de habitantes.

## Administración
La ciudad prefectura de Jinzhou se divide en 7 localidades que se administran en 3 distritos urbanos, 2 ciudad suburbana y 2 condados rurales.
| Map | Map                            | Map                 | Map            | Map              | Map        | Map             |
| --- | ------------------------------ | ------------------- | -------------- | ---------------- | ---------- | --------------- |
|     |                                |                     |                |                  |            |                 |
| #   | Nombre                         | Carácter            | Pinyin         | Población (2003) | Área (km²) | Densidad (/km²) |
| 1   | Distrito Taihe                 | 太和区              | Tàihé Qū       | 210,000          | 459        | 458             |
| 2   | Distrito Guta                  | 古塔区              | Gǔtǎ Qū        | 240,000          | 28         | 8,571           |
| 3   | Distrito Linghe                | 凌河区              | Línghé Qū      | 420,000          | 48         | 8,750           |
| 4   | Ciudad Linghai                 | 凌海市              | Línghǎi Shì    | 600,000          | 2,862      | 210             |
| 5   | Ciudad Beizhen                 | 北镇市              | Běizhèn Shì    | 530,000          | 1,782      | 297             |
| 6   | Condado Heishan                | 黑山县              | Hēishān Xiàn   | 630,000          | 2,436      | 259             |
| 7   | Condado Yi                     | 义县                | Yì Xiàn        | 440,000          | 2,496      | 176             |
| 8   | Zona de desarrollo de Jǐinzhóu | 锦州经济 技术开发区 | Jìshù Kāifā Qū |                  |            |                 |

## Historia
Jinzhou es una ciudad antigua a la que se le suponen miles de años de historia desde su fundación con el nombre de Tuhe (徒河). Durante el período de los Reinos Combatientes (siglo V a. C.-221 a. C.) (战国时代), pasó a formar parte de Yan (燕). Más tarde Qin (秦) unificó seis estados diversos, y la mayor pare de lo que hoy es Jinzhou se convirtió en parte del distrito de Liaodong. 
Bajo la Dinastía Han (202 a. C.-220 d. C.) (汉) y durante el período de los Tres Reinos (220-280) (三国) estuvo incluido en el distrito Changli de Youzhou, pero cayó bajo jurisdicción de Yingzhou en los períodos Beiwei, Dongwei y Beiqi, antes de convertirse en parte del distrito de Liucheng y después de Yan durante las dinastías Sui (581-618) y Tang (618-907), cuando fue sede del gobierno municipal de Andong. 
El nombre 'Jinzhou' comenzó a utilizarse durante la Dinastía Liao (907-1127) (辽), cuando pertenecía a la prefectura de Zhongjing. Más tarde, durante la Dinastía Jin (1115-1234) (金), fue parte de los distritos de Donjing y Pekín. Perteneció al ministerio Liaoyang Xingzhongshu durante la Dinastía Yuan (1279-1368) (元), y al distrito de Liaodong durante la Dinastía Ming (1368-1644). 
Ya en período republicano Jinzhou fue incluida en la provincia de Liaoning; y durante un tiempo fue capital de la provincia de Liaoxi, que se fusionó con Liaoning en 1954.

## Economía
La economía de Jinzhou se basa en un tejido industrial diversificado, con sectores clave como la industria petroquímica, la metalurgia, la industria textil, la industria farmacéutica y la fabricación de materiales de construcción. Estos sectores han contribuido históricamente al desarrollo económico regional y mantienen una presencia significativa en la estructura productiva local.
En 1992, el gobierno chino aprobó la creación de la Zona de Desarrollo Económico y Tecnológico de Jinzhou (锦州经济技术开发区), una de las primeras zonas de este tipo establecidas en la provincia de Liaoning. Esta área especial ha impulsado la atracción de inversiones nacionales y extranjeras, favoreciendo la instalación de empresas manufactureras y de alta tecnología.
La zona cuenta con una infraestructura de transporte integrada que facilita la logística y el comercio: conecta directamente con el puerto de Jinzhou, el aeropuerto de Jinzhou Xiaolingzi y varias autopistas estatales, lo que mejora su competitividad como centro logístico y productivo en el noreste de China.

## Clima
La ciudad se localiza al sur de la provincia, limita al oeste con Panjin, Anshan y Shenyang, al este con Huludao.
Jinzhou tiene un clima monzónico, con una variación relativamente grande en la temperatura a lo largo de un año, y cuatro estaciones distintas con sus propias características. La temperatura media en enero es de -7,5 °C y la de julio de 24,7 °C, con una precipitación anual promedio de entre 540 y 640 mm, concentrada en julio y agosto. Las condiciones climáticas geográficas y naturales de Jinzhou son propicias para el desarrollo de industrias como la agricultura, la silvicultura, la ganadería y los productos marinos.
| Parámetros climáticos promedio de Jinzhou (1971−2000) | Parámetros climáticos promedio de Jinzhou (1971−2000) | Parámetros climáticos promedio de Jinzhou (1971−2000) | Parámetros climáticos promedio de Jinzhou (1971−2000) | Parámetros climáticos promedio de Jinzhou (1971−2000) | Parámetros climáticos promedio de Jinzhou (1971−2000) | Parámetros climáticos promedio de Jinzhou (1971−2000) | Parámetros climáticos promedio de Jinzhou (1971−2000) | Parámetros climáticos promedio de Jinzhou (1971−2000) | Parámetros climáticos promedio de Jinzhou (1971−2000) | Parámetros climáticos promedio de Jinzhou (1971−2000) | Parámetros climáticos promedio de Jinzhou (1971−2000) | Parámetros climáticos promedio de Jinzhou (1971−2000) | Parámetros climáticos promedio de Jinzhou (1971−2000) |
| Mes                                                   | Ene.                                                  | Feb.                                                  | Mar.                                                  | Abr.                                                  | May.                                                  | Jun.                                                  | Jul.                                                  | Ago.                                                  | Sep.                                                  | Oct.                                                  | Nov.                                                  | Dic.                                                  | Anual                                                 |
| ----------------------------------------------------- | ----------------------------------------------------- | ----------------------------------------------------- | ----------------------------------------------------- | ----------------------------------------------------- | ----------------------------------------------------- | ----------------------------------------------------- | ----------------------------------------------------- | ----------------------------------------------------- | ----------------------------------------------------- | ----------------------------------------------------- | ----------------------------------------------------- | ----------------------------------------------------- | ----------------------------------------------------- |
| Temp. máx. media (°C)                                 | −2.4                                                  | 1.1                                                   | 8.0                                                   | 16.6                                                  | 22.9                                                  | 26.8                                                  | 28.6                                                  | 28.4                                                  | 24.6                                                  | 17.2                                                  | 7.5                                                   | 0.3                                                   | 15                                                    |
| Temp. mín. media (°C)                                 | −12.5                                                 | −9.3                                                  | −2.8                                                  | 5.2                                                   | 11.8                                                  | 17.2                                                  | 20.8                                                  | 19.7                                                  | 13.5                                                  | 5.9                                                   | −2.7                                                  | −9.6                                                  | 4.8                                                   |
| Precipitación total (mm)                              | 2.7                                                   | 3.2                                                   | 7.3                                                   | 24.9                                                  | 46.3                                                  | 81.3                                                  | 165.3                                                 | 136.8                                                 | 58.6                                                  | 27.4                                                  | 10.1                                                  | 3.9                                                   | 567.8                                                 |
| Días de precipitaciones (≥ 0.1 mm)                    | 1.7                                                   | 2.1                                                   | 2.6                                                   | 4.8                                                   | 7.1                                                   | 10.4                                                  | 11.9                                                  | 9.9                                                   | 6.5                                                   | 4.6                                                   | 2.8                                                   | 1.5                                                   | 65.9                                                  |
| Horas de sol                                          | 198.7                                                 | 202.6                                                 | 239.0                                                 | 247.1                                                 | 260.5                                                 | 234.9                                                 | 205.1                                                 | 228.4                                                 | 249.9                                                 | 233.0                                                 | 196.5                                                 | 186.7                                                 | 2682.4                                                |
| Humedad relativa (%)                                  | 52                                                    | 49                                                    | 48                                                    | 49                                                    | 53                                                    | 67                                                    | 79                                                    | 77                                                    | 65                                                    | 57                                                    | 55                                                    | 53                                                    | 58.7                                                  |
| Fuente: China Meteorological Administration           |                                                       |                                                       |                                                       |                                                       |                                                       |                                                       |                                                       |                                                       |                                                       |                                                       |                                                       |                                                       |                                                       |

## Sitios turísticos
El Memorial de la Campaña de Liaoshen (辽沈战役纪念馆) es un museo que alberga más de 16.000 piezas del equipamiento militar utilizado durante esta campaña de la guerra civil china: rifles, metralletas, morteros, cañones y tanques. También cuenta con miles de fotografías y documentos. El elemento más famoso del museo es una sala panorámica donde se reproduce íntegra la batalla de Jinzhou en una pantalla circular giratoria. 
- La Montaña Yiwulu (医巫闾山), es una de las tres montañas sagradas de la China nororiental.

- El Monte Bijia (笔架山) es una peculiar isla en el mar de Bohai. Durante la mayor parte del día, sólo se puede acceder al monte por barco, pero con la marea baja es posible llegar por tierra.

- La pagoda Guangji (广济寺塔), un bello ejemplo del estilo Liao con trece niveles en forma octogonal.